# Phantom Blood
Phantom Blood (ファントムブラッド, Fantomu Buraddo) és una sèrie de manga creada l'any 1987 per Hirohiko Araki, i és la primera part de JoJo's Bizarre Adventure. El manga originalment fou publicat per la revista Weekly Shōnen Jump de l'editorial Shueisha, sota el títol JoJo's Bizarre Adventure Part 1 Jonathan Joestar: His Youth. Battle Tendency n'és la continuació.
L'argument s'inspira en l'Anglaterra victoriana de 1880, i segueix la història de Jonathan Joestar, l'hereu de la rica família Joestar, i el seu germà adoptiu Dio Brando, qui desitja apoderar-se de la fortuna dels Joestar. Amb l'ajuda d'una antiga màscara de pedra, Dio es converteix en un vampir, i en Jonathan aprèn les tècniques d'una art marcial basada en la llum del sol anomenada Hamon. Segons Araki, les temàtiques de la història son "ésser viu" i "l'afirmació que la humanitat és meravellosa", amb personatges creixent, madurant i superant problemes a partir de les seves pròpies accions.
La sèrie va rebre ressenyes variades, des de mixtes a positives, amb crítics sovint criticant l'anatomia i les absurdes postures que adoptaven els personatges. Durant la producció del manga, Araki va rebre comentaris que al·legaven que Phantom Blood no mereixia estar amb "els millors dels millors" còmics de l'època, com eren Bola de Drac i Hokuto no Ken. La sèrie ha rebut dues adaptacions a l'anime, primerament en forma de pel·lícula l'any 2007 per part de la productora A.P.P.P., i la segona essent la primera temporada de la sèrie de televisió JoJo's Bizarre Adventure, per part de la productora David Productions. També va rebre una adaptació en forma de videojoc l'any 2006 per Bandai.

## Trama
A l'Anglaterra del segle xix, el jove Dio Brando és adoptat pel ric George Joestar per tal de tornar-li un favor a Dario Brando, el pare de Dio, qui suposadament havia salvat la vida de George. En Jonathan Joestar, qui aspira a convertir-se en un cavaller, es troba repudiat per la seva família i amics, en un intent per part d'en Dio de quedar-se amb l'herència dels Joestar. Malauradament per en Dio, en Jonathan el venç en una baralla, de manera que decideix venjar-se cremant viu el Danny, el gos dels Joestar. A tot això, en Jonathan comença a mostrar interès per una màscara que pertanyia a la seva mare. Més endavant, resultarà ser un artefacte que atorga la immortalitat al seu portador.
Malgrat l'aparent amistat que uneix als dos protagonistes mentre van creixent, en Jonathan s'assabenta que en Dio ha estat enverinant en George. En Jonathan decideix sortir en busca d'un antídot i acaba a Ogre Street, on després de combatre un seguit de delinqüents, es fa amic d'un d'ells, en Robert E. O. Speedwagon. En Speedwagon el condueix fins al còmplice d'en Dio, en Wang Chan, un apotecari del mercat negre. Mentrestant, en Dio planeja diferents maneres d'acabar amb en Jonathan i decideix provar la màscara de pedra amb un borratxo. Per sorpresa seva, la màscara converteix al borratxo en un vampir molt poderós que gairebé acaba amb la seva vida just abans de ser destruït per la llum del Sol. Ja de nou a la mansió, i amb els plans d'en Dio exposats, aquest intenta acabar amb en Jonathan col·locant-se aquest cop ell la màscara, convertint-se així en vampir alhora que apunyala en George per l'esquena. En Jonathan decideix venjar la mort del seu pare i entra en una intensa lluita amb en Dio, que acaba amb la mansió calant-se foc.
Tres dies després, en Jonathan es desperta d'un coma i descobreix que l'Erina l'ha estat cuidant tot aquest temps, i els dos restauren la seva amistat d'infantesa. Durant la recuperació, en Jonathan coneix un estrany home italià anomenat William Anthonio Zeppeli, qui ensenya a en Jonathan les arts del Hamon, una tècnica ancestral que es canalitza a partir de la respiració. En Jonathan decideix prendre en Zeppeli com el seu mestre en sentir que en Dio segueix viu. Els dos, acompanyats d'en Speedwagon decideixen marxar cap Windknight's Lot, on es troba en Dio, qui està creant un exèrcit de zombies. Entre aquests s'hi troben dos antics protectors de la Reina Maria d'Anglaterra: Bruford i Tarkus. En Jonathan venç en Bruford i en Tarkus, però la batalla amb aquest últim se salda amb la mort d'en Zeppeli. Després, amb l'ajut de nous mestres del Hamon, Dire, Straits i Tompetty, en Jonathan per fi aconsegueix enfrontar-se amb en Dio i vèncer-lo. La màscara de pedra és destruïda i l'exèrcit de zombies derrotat.
Poc després, en Jonathan i l'Erina es casen i marxen de lluna de mel a bord d'un creuer cap a l'Atlàntic. Malauradament, en Jonathan s'assabenta que en Dio segueix viu altre cop, ja que va aconseguir separar el cap del seu cos abans que el Hamon no li arribés al cervell. Aquest li explica a en Jonathan que ha vingut amb la intenció d'apoderar-se del seu cos. Després de ser greument ferit per en Dio i en Wang Chan, el seu ajudant; en Jonathan decideix canalitzar tota l'energia que li queda en destruir el vaixell. Abans però, s'assegura que l'Erina pugui escapar a temps. Mentre el creuer explosiona en Jonathan reté el cap d'en Dio, qui li suplica que li cedeixi el cos. Rescatada en un taüt dies més tard a la costa de les Illes Canàries, l'Erina es promet passar la voluntat d'en Jonathan als seus fills i les generacions següents.

## Producció

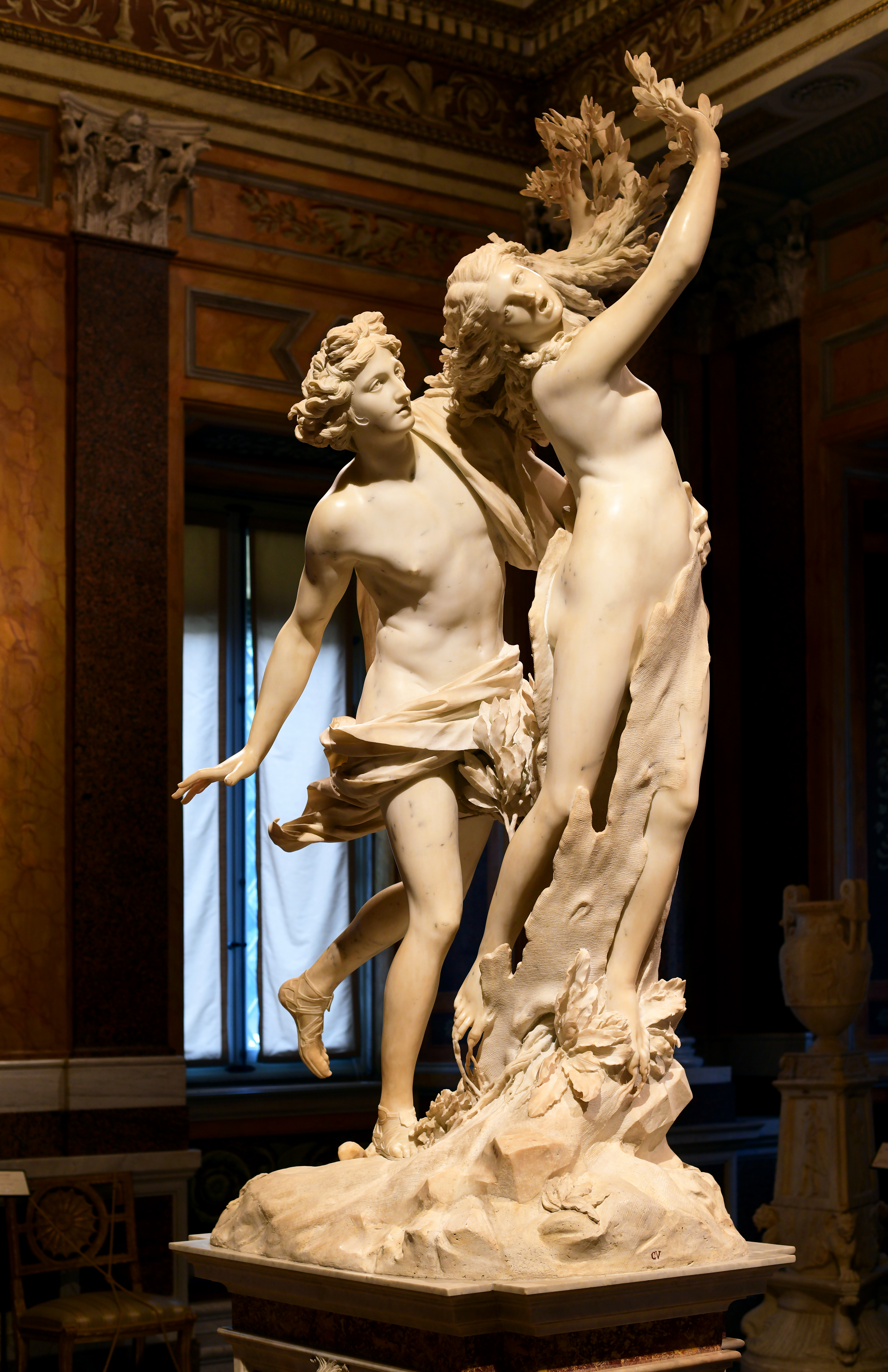
The character posing was influenced by Bernini's sculpture Apollo and Daphne.

Phantom Blood fou escrita i dibuixada per Hirohiko Araki. Abans de treballar en la sèrie, va escriure un manga que s'assemblava als treballs de Hisashi Eguchi, un artista conegut per la seva manera de dibuixar personatges femenins. L'editor d'Araki, Ryōsuke Kabashima, va criticar durament el seu estil, cosa que va provocar un canvi d'estil en la seva manera de dibuixar, i la posterior creació de Phantom Blood. A casua de la popularitat d'Arnold Schwarzenegger i de Sylvester Stallone per a l'època, Araki dissenyava personatges fortament definits i musculars. Les postures extremes dels seus personatges, que Araki considera el seu element mes distintiu, foren influència d'un viatge a Itàlia just abans que es comencés a publicar Phantom Blood, on va visitar la Galleria Borghese de Roma i va veure l'escultura Apol·lo i Dafne de Gian Lorenzo Bernini. Veure-la en persona des de diferents angles provocà una gran impressió i posterior influència en Araki, qui la descrigué com "sobrecollidorament preciosa i intensa", a diferència de la majoria d'escultures dels museus japonesos i les postures que plasmen la majoria d'artistes de manga.

### Estructura i temes
Phantom Blood va ser creada seguint una estructura ki-shō-deu-ketsu : introducció (ki), desenvolupament (shō), gir (ten) i desenllaç (ketsu), juntament amb la regla d'elevar-se i caure, en la qual l'heroi creix amb el pas del temps si es compare amb el començament de la història, i no s'estanca o retrocedeix. Araki, de totes formes va ser conscient que degut al format setmanal de la revista on es publicava, la regressió inicial d'en Jonathan quan en Dio inicia el seu pla de convertir en miserable la vida d'en Jonathan implicava que el seu creixement fos negatiu durant les primeres setmanes en què fou distribuït el manga, provocant així la percepció que en Jonathan sempre perd. Similarment, Araki també va implementar una corba de creixement per en Dio, tot i que ell evolucionava cada cop més malèvolament. Malgrat seguir la regla de l'heroi que sempre millora i progressa, Araki va decidir abandonar-la de cara al desenllaç de la història, ja que en Jonathan mor per salvar la seva dona i el seu futur fill: ell admitia que morir era el pitjor que un heroi podia fer, i titllava d'impensable fer tal cosa en un shōnen, però va reconèixer que com que volia llegar el llinatge de la família Joestar, necessitava que en Jonathan morís per tal que en Joseph, el seu net i protagonista de la segona part de la sèrie, Battle Tendency, heretés el seu esperit i valors. Tot i que després admetés que va ser una maniobra arriscada, Araki explica que el pas de la torxa era un positiu que permetia un negatiu tan extrem com és matar el primer protagonista de la sèrie.
Els temes de Phantom Blood foren descrits per Araki com "ésser viu" i "una afirmació que la humanitat és meravellosa". Araki explica aquesta última com una descripció de l'habilitat que té la humanitat per créixer i superar dificultats a través de l'esperit i la força de cadascun de nosaltres; una temàtica recurrent que ha utilitzat en cadascuna de les següents parts de JoJo's Bizarre Adventure, retratat a través de gent que venç en batalles a través de les seves pròpies accions, sense necessitat ni dependència de màquines o déus. Aquesta temàtica, així com el pas de la torxa, va ser influenciada per la mort de l'àvia d'Araki just abans d'inciar-se la publicació, i la seva creença de com la gent llega parts d'ella mateixa en morir per la pròxima generació.
En un intent d'atreure els lectors i que s'interessessin per la màscara de pedra i els seus poders que marcarien la trama, Araki va començar el manga amb un pròleg que se centrava en la màscara, enlloc de començar el manga amb una introducció del protagonista com la majoria. Araki va crear el concepte del Hamon mentre pensava en com dibuixar l'invisible; i va tenir la idea d'un personatge que donava un cop de puny a una granota, la qual sortia il·lesa, mentre la roca on descansava es partia en dos; demostrant així el caràcter sobrenatural de les habilitats del personatge. També van ser influències notables els mangues de karate, els quals sovint presentaven moviments i tècniques sobrenaturals.

### Creació de personatges

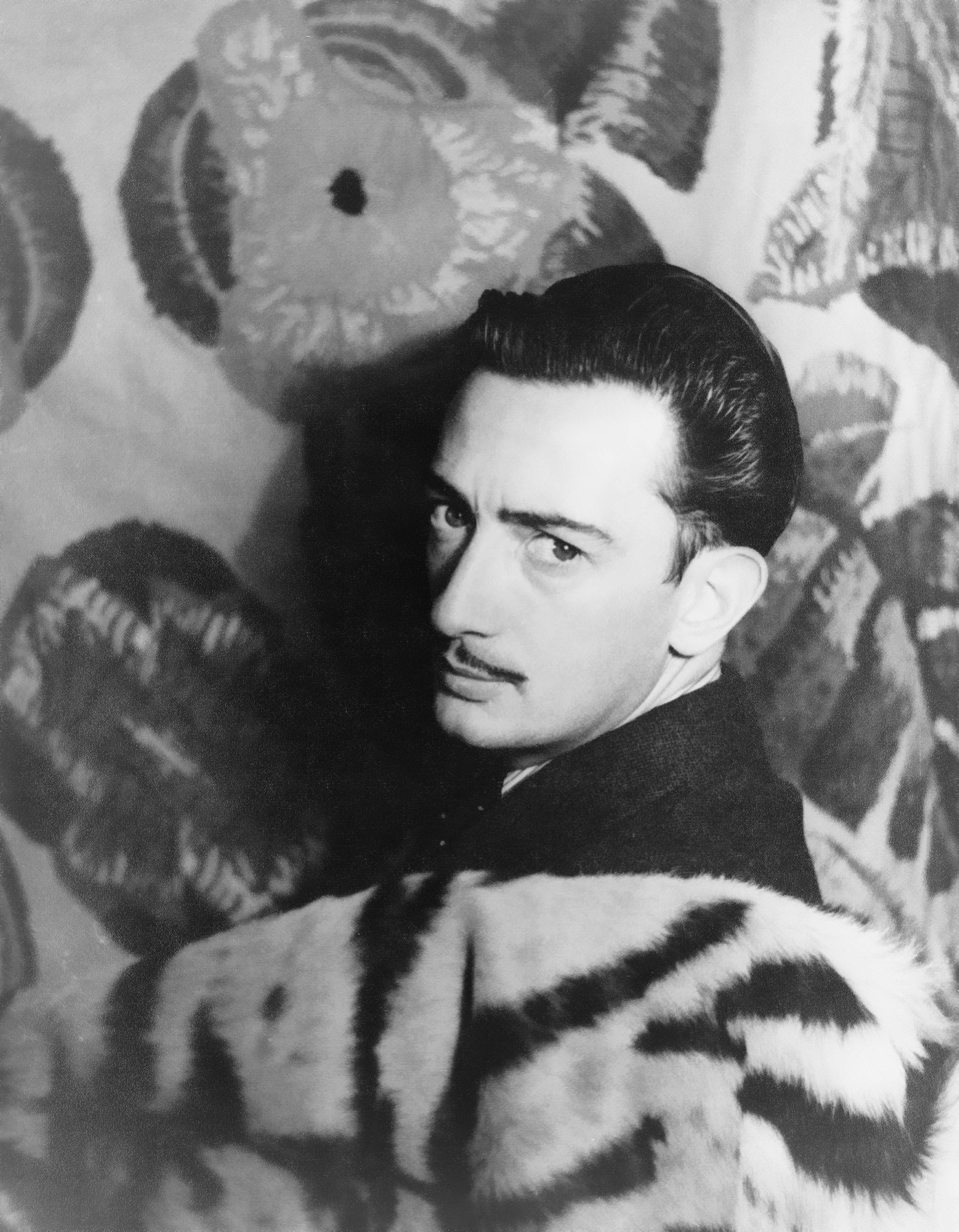
Salvador Dalí va basar el disseny de Zeppeli.

En el procés de creació de cada personatge, Araki escrivia una història fictícia pel personatge per tal d'evitar inconsistències; tot i que no utilitza tota la informació que escriu en el manga, li serveix com a referència per determinar com cada personatge ha d'actuar i reaccionar en diferents situacions. En Jonathan i en Dio, el protagonista i l'antagonista, van ser concebuts amb la dualitat de la llum i la foscor en ment: en Dio representava l'encarnació de la maldat, mentre que en Jonathan la justícia i la moral. Araki també jugava amb l'ús del blanc i el negre al manga per encara contrastar-los més entre ells. En Jonathan va ser dissenyat per ser el símbol de la història, quelcom que Araki va continuar fent amb els següent protagonistes de la sèrie. Com que Araki volia que la sèrie avancés amb nous personatges de la família Joestar, Jonathan va ser específicament creat com "el primer Joestar" que funcionaria com a símbol de la puresa i dignitat, i no com un personatge únic i real. Això limitava bastant les opcions i accions d'en Jonathan, així que no és d'estranyar que Araki el considerés passiu i "una mica avorrit".
Des que va començar a planificar el manga, Araki pretenia representar en Dio com un personatge atractiu i amigable que se sumeix en la malevolència. Pensant que podria ser difícil crear un antagonista malvat amb qui els lectors poguessin empatitzar, Araki va dissenyar en Dio com un personatge que provenia d'una famíla pobre i amb un pare "que no presentava cap qualitat en absolut", conferint a en Dio la motivació necessària per assolir poder i venjar-se del món tot i que això impliqués dur a terme accions immorals i il·legals. Araki també va adonar-se que un personatge que actua sense consideració per l'ètica i les lleis pot donar als lectors una sensació de catarsi, al mostrar els mateixos sentiments "lletjos" que la gent s'aguanta i no pot mostrar, convertint en Dio un personatge amb qui es pot empatitzar més que no un personatge que només fa el bé. El nom de Dio va ser extret directament de la paraula italiana per "Déu", i va ser escollit perquè sonava be amb el nom "JoJo".
El principal personatge de suport de Phantom Blood, Zeppeli, va ser creat com un "professor babau" en les tècnqiues de les arts marcials que apareixien a les pel·lícules de Jackie Chan i Karate Kid, amb l'encant que presentava el contrast entre la seva aparença i la seva personalitat. Araki el va dissenyar amb un bigoti, inspirant-se en el pintor català Salvador Dalí i el personatge Iyami del manga Osomatsu-kun. Aquesta decisió va ser també considerada com una juguesca, ja que els personatges amb bigoti en les revistes shonen eren considerats com vells i poc fiables, cosa que potencialment podria allunyar als lectors. El seu nom ve de la banda de rock Led Zeppelin, i va ser escollit per tractar d'equilibrar la llarga llista de personatges a la sèrie que tenen un nom que comenci per "J".

## Recepció
Phantom Blood es va trobar amb ressenyes que anaven des de crítiques a positives. Araki comentava que sovint la seva sèrie no encaixava ni mereixia ser publicada amb les més populars del moment, com ara Bola de Drac, Hokuto no Ken, Captain Tsubasa, Kinnukuman i Saint Seiya. Els lectors de la revista Weekly Shōnen Jump foren crítics durant els primers capítols: creien que en Jonathan era un personatge poc empatitzable ja que no feia més que perdre amb en Dio. Més endavant, el manga va ser inclòs a la llista dels millors i més memorables mangues que va elaborar Anime News Network l'any 2015, a més de guanyar en la categoria "WTF Did I Just Read?!".
El columnista Joseph Luster va escriure a Otaku USA que Phantom Blood era un "obsequi" tant per lectors nous com vells de JoJo's Bizarre Adventure, però creia que en general el ritme de l'arc era més lent si es comparava amb altres arcs posteriors com ara Stardust Crusaders. Ziah Grace i Clair Napier, ambdós de ComicsAlliance, foren molt crítics amb el manga, titllant-lo de "porqueria sense sentit", a més d'afirmar que no hauria d'haver estat publicat de nou l'any 2015, i van recomanar als lectors que es llegissin un resum de l'arc per poder-se'l evitar i començar directament amb Battle Tendency, el segon arc de la saga. La seva crítica se centrava sobretot en la representació de violència en animals, així com la inexistència de papers femenins en la història. Rebecca Silverman, de Anime News Network, apreciava el realisme en el comportament que en Dio mostra davant d'en George i la brutalitat i crueltat exercida sobre en Jonathan, alhora que valorava la mescla que utilitza la sèrie d'utilitzar influències de la mitologia asteca i dels vampirs, però creia també que la història podria ser desagradable per alguns lectors, citant de nou la violència animal com a exemple. Nogensmenys, Silverman valorava com la història augmenta en intensitat i absurditat a mesura que avança, però també criticava l'excés de diàleg en detriment de l'acció, a més d'abusar d'onomatopeies i signes d'exclamació.
Un gran nombre d'experts van criticar l'estil que Araki va mostrar a Phantom Blood, especialment a l'hora de dibuixar l'anatomia dels personatges i les postures inversemblants que feien. Silverman a més es feia ressò de l'extravagant proporció existent entre el petit cap dels personatges, i l'enorme musculat cos que els sostenia. També va gosar a criticar l'art per ser pesat, recarregat i difícil de llegir. ComicsAlliance va comentar negativament com l'art i l'estil gràfic d'Araki semblava derivar de Hokuto no Ken, un manga molt popular de l'època. Takato, de Manga-News creia que l'anatomia i les postures, malgrat ser un encert pel to de la història, eren pobres i estaven mal dibuixades. Luster creia que l'art no s'assemblava gens al de les obres posteriors d'Araki, però pensava que era encantador i que servia malgrat les "proporcions estrafalàries" atesa la intensitat de la història. Kory Cerjak de The Fandom Post va gaudir de l'estil, malgrat acusar-lo de ser "extret directament dels anys vuitanta", cosa que li proporcionava "un sentiment similar a veure una bona pel·lícula d'acció de la mateixa època".
Segons Oricon, el set de tres volums JoJonium de la sèrie va ser el 47è còmic més venut en la seva primera setmana, venent un total de 19.374 còpies aproximadament. Els tres volums traduïts a l'anglès van aparèixer a les llistes del The New York Times de mangues més venuts durant tres setmanes consecutivament; el primer volum va debutar en primera posició, mentre que els volums dos i tres van debutar en segona posició, darrere de The Legend of Zelda: A Link to the Past i el volum 71 de Naruto, respectivament.

## Llista de referències musicals
Un dels fet més característics de la saga de JoJo's Bizarre Adventure, així com de Phantom Blood és el seu ús de referències musicals per a tot tipus d'elements: personatges, localitzacions, etc. En una de les poques referències cinematogràfiques en tota la saga, val la pena esmentar que el cognom d'en Dio, Brando, és un homenatge a l'actor estatunidenc Marlon Brando.
| Nom                      | Tipus      | Referència musical  | Tipus de referència                            |
| ------------------------ | ---------- | ------------------- | ---------------------------------------------- |
| Dio Brando               | Personatge | Ronnie James Dio    | Artista                                        |
| Danny                    | Personatge | Danny's song        | Cançó de Loggins & Messina                     |
| Erina Pendleton          | Personatge | Eleanor Rigby       | Cançó de The Beatles                           |
| Ogre Street              | Ubicació   | Ogre Battle         | Cançó de Queen                                 |
| Robert E. O. Speedwagon  | Personatge | REO Speedwagon      | Artista                                        |
| Wang Chan                | Personatge | Wang Chung          | Artista                                        |
| William Anthonio Zeppeli | Personatge | Led Zeppelin        | Artista                                        |
| Poco                     | Personatge | Poco                | Artista                                        |
| Tarkus                   | Personatge | Tarkus              | Àlbum de Emerson, Lake & Palmer                |
| Bruford                  | Personatge | Bill Bruford        | Batería dels grups Yes, King Crimson i Genesis |
| Dire                     | Personatge | Dire Straits        | Artista                                        |
| Straits                  | Personatge | Dire Straits        | Artista                                        |
| Tonpetty                 | Personatge | Tom Petty           | Artista                                        |
| Doobie                   | Personatge | The Doobie Brothers | Artista                                        |
| Page                     | Personatge | Jimmy Page          | Membres del grup Led Zeppelin                  |
| Jones                    | Personatge | John Paul Jones     | Membres del grup Led Zeppelin                  |
| Plant                    | Personatge | Robert Plant        | Membres del grup Led Zeppelin                  |
| Bonham                   | Personatge | John Bonham         | Membres del grup Led Zeppelin                  |
| Jeff Beck                | Personatge | Jeff Beck           | Artista                                        |
| Pare Styx                | Personatge | Styx                | Artista                                        |